# Tretobasis catarractes
Tretobasis catarractes är en stekelart som beskrevs av Porter 1973. Tretobasis catarractes ingår i släktet Tretobasis och familjen brokparasitsteklar. Inga underarter finns listade i Catalogue of Life.